# Райгородський парк
Райгородський — парк-пам'ятка садово-паркового мистецтва місцевого значення. Об'єкт розташований на території Бердичівського району Житомирської області, село Райгородок.
Площа — 10,5 га, статус отриманий у 1967 році.